# Costanza Trotti Bentivoglio

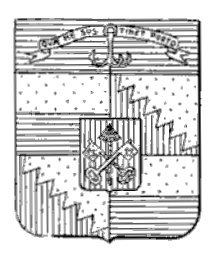
Stemma Trotti Bentiviglio

Costanza Trotti Bentivoglio Arconati (Vienna, 21 giugno 1800 – Vienna, 21 maggio 1871) è stata una patriota e nobildonna italiana.

## Biografia
Nata a Vienna dal marchese Lorenzo Trotti Bentivoglio e da Marie von Schaffgotschen, sposò il cugino marchese Giuseppe Arconati Visconti nel 1818 – anno in cui nacque il primo figlio Carlo, prematuramente scomparso nel 1839 – e partecipò assieme al marito ai moti carbonari del 1821, seguendolo in esilio a Parigi già nel 1820. In Francia la marchesa partorì Lorenzo, che nacque morto, e dopo un anno si trasferì con il marito e il piccolo Carlo al Castello di Gaasbeek, presso Bruxelles, dove sostenne le idee neoguelfe di Vincenzo Gioberti, gestendo il primo dei suoi vari salotti.

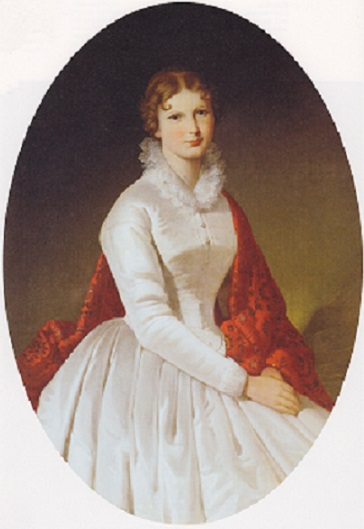
Anonimo, Costanza Trotti

L'esilio forzato vide i coniugi soggiornare tra il Belgio e Berlino, dove vollero che Carlo imparasse il tedesco, e dove Costanza ebbe modo di entrare in stretto rapporto con Giovanni Berchet – conosciuto già a Gaasbeek –, con cui avviò una fitta corrispondenza durata molti anni.
A seguito dell'amnistia del 1838, i coniugi tornarono in Italia. Dopo una breve permanenza a Milano si stabilirono a Pisa, mantenendo i contatti con intellettuali liberali. Nella città toscana frequentarono Montanelli, Giusti e Capponi. Negli anni quaranta Costanza tenne inoltre un salotto di stampo patriottico a Parigi, rivaleggiando con quello della principessa Cristina Trivulzio di Belgiojoso. La sua casa era assiduamente frequentata, tra gli altri, dal Berchet e da Giuseppe Massari.
Nuovamente a Pisa, vi rimase fino al 1847, quando si trasferì a Firenze. L'anno successivo fu a Milano durante le Cinque giornate. Andata a vivere a Torino nel 1849, vi aprì un salotto liberale, che portò avanti sino al 1859.
Morì quasi settantunenne, lasciando il marito e l'ultimo figlio, Giammartino, che morirono rispettivamente nel 1873 e nel 1876. Tutti e tre sono sepolti nella cappella di famiglia ad Arconate. Giammartino Arconati sposò nel 1873 Marie Louise Peyrat.
La sorella di Costanza, Margherita, sposò nel 1836 Giacinto Provana di Collegno.

## Citazioni letterarie
La figura di Costanza Trotti Bentivoglio Arconati viene citata dallo scrittore Mario Pomilio, nel suo romanzo Il Natale del 1833, vincitore del Premio Strega nel 1983.